# فرد مانديل
فرد مانديل هو موسيقي وعازف قيثارة كندي، ولد في القرن العشرين في كندا.

## وصلات خارجية
- الموقع الرسمي
- فرد مانديل على موقع ميوزك برينز (الإنجليزية)
- فرد مانديل على موقع أول ميوزيك (الإنجليزية)
- فرد مانديل على موقع ديسكوغز (الإنجليزية)